# Maison de Jacques-Louis David
La maison de Jacques-Louis David est un hôtel de maître de style néo-classique situé au numéro 7 de la rue Léopold (anciennement rue Guillaume), à Bruxelles, où le peintre néo-classique expira le 29 décembre 1825.

## Historique

### La rue Léopold
La rue Léopold fut tracée sous le règne du roi Guillaume Ier des Pays-Bas et s'appelait initialement rue Guillaume : elle ne prendra le nom de rue Léopold qu'en 1831.
Cette rue fait partie d'un ensemble néo-classique construit entre 1819 et 1822 selon des plans conçus par l'architecte français Louis Damesme entre 1817 et 1819; les maisons situées du côté impair (dont celle de David) furent édifiées plus précisément en 1819-1820.

### L'immeuble
L'immeuble fut construit en 1819-1820 par Louis Damesme, Jean-Baptiste Vifquain,
et Henri Partoes.
La maison de David et celles qui l'entourent, en mauvais état dans les années 1980, furent menacées par un projet immobilier en 1991.
Elle fait l'objet d'un classement au titre des monuments historiques à titre provisoire depuis le 26 janvier 1995 et à titre définitif depuis le 24 avril 1997 sous la référence 2043-0239/0, grâce à la volonté du secrétaire d'État à la Protection du patrimoine Didier van Eyll de protéger les derniers ateliers d'artistes encore debout en Région bruxelloise.
Intégrée dans un projet hôtelier pour lequel un permis d'urbanisme a été délivré en juin 2002, sa rénovation fut rendue possible par un arrêté autorisant la restauration pris par le secrétaire d'État Willem Draps.
Elle est maintenant intégrée dans un hôtel de prestige.

### Jacques-Louis David à Bruxelles

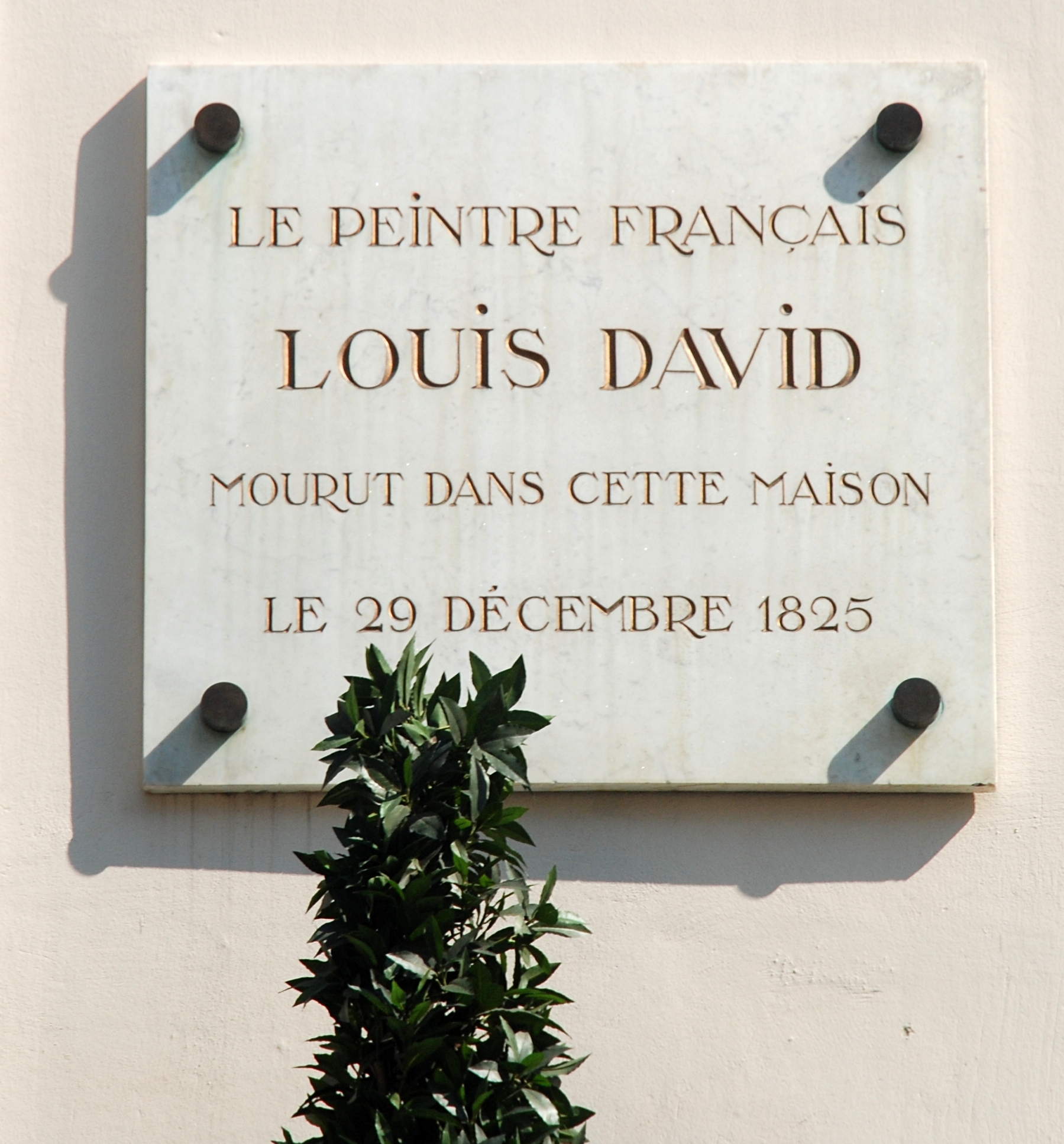
La plaque commémorant la mort de David.

Ce fut l’arrivée de la Restauration, qui n'eut aucun égard pour le talent de Jacques-Louis David et qui ne voyait en lui qu’un régicide, qui l’obligea à prendre le chemin de l’exil. Bruxelles l’accueillit en 1816.
Vers 1820, David devint un spectateur assidu du théâtre de la Monnaie et s'installa juste derrière, au 679 rue Guillaume (à l'époque, la numérotation ne se faisait pas par rue), adresse correspondant au numéro 7 de l'actuelle rue Léopold.
David décéda à Bruxelles le 29 septembre 1825. Déjà malade, il avait voulu se récréer l'esprit en allant écouter Le Tartuffe au théâtre de la Monnaie, mais cet effort lui fut fatal et provoqua une aggravation de son état de faiblesse au point de le mener jusqu'au délire.
Il eut des obsèques imposantes qui furent suivies par plus de quatre mille personnes.
Sa mort est commémorée par une plaque apposée sur la façade de la maison : " Le peintre français Louis David mourut dans cette maison le 29 décembre 1825 ".

## Architecture
La maison de David présente une façade enduite et peinte en blanc, comme souvent dans l'architecture néo-classique à Bruxelles.
La façade de trois travées présente, sur un soubassement en pierre bleue, une maçonnerie lisse sauf au niveau de la porte cochère, qui possède un encadrement à bossages plats et à lignes de refend.
Autour de l'arc de la porte cochère cintrée, les bossages adoptent un profil rayonnant, typique de l'architecture néo-classique.
Séparé du rez-de-chaussée par un puissant cordon de pierre, le premier étage présente un balcon supporté par des consoles ornées de feuilles d'acanthe, une porte-fenêtre surmontée d'un petit entablement et deux fenêtres rectangulaires à encadrement mouluré. 
Le deuxième étage est percé de trois fenêtres rectangulaires plus petites, surmontées d'un entablement lisse et d'un fronton percé d'un œil-de-bœuf.

## Littérature
Le malaise éprouvé devant l'état d'abandon de la façade de la maison de David, éventrée, a inspiré à l'écrivain français Jean-Luc Seigle son roman Le Sacre de l'enfant mort.

## Accessibilité
| ___ | Ce site est desservi par la station de métro : De Brouckère. |